# Rana tarahumarae
Rana tarahumarae là một loài ếch trong họ Ranidae.
Nó được tìm thấy ở México và Hoa Kỳ.
Các môi trường sống tự nhiên của chúng là các khu rừng ôn hòa, sông, và sông có nước theo mùa. Loài này đang bị đe dọa do mất môi trường sống. Tarahumara là tên một bộ lạc bản địa nổi tiếng ở khu vực Barranca del Cobre ở miền bắc Mexico.